# Albert Seydoux
Pour les autres membres de la famille, voir Famille Seydoux.
Albert Seydoux, né le 25 octobre 1866 au Cateau (Nord) et mort le 27 septembre 1918 à Paris 17e (Seine) est un homme politique français.

## Biographie
Fils de Charles Seydoux, industriel au Cateau, président du Conseil général du Nord, et de Blanche Renard, il est issu d'une famille d'origine suisse et protestante, la famille Seydoux. 
Albert Seydoux s'établit comme industriel à sa sortie de l'École de Saint-Cyr.
Il est élu au premier tour, le 24 avril 1910, dans la deuxième circonscription de Cambrai, avec 12 063 voix contre 10 844 à Eugène Fiévet, député sortant, sur 27 617 inscrits. La même année, il est élu conseiller général du Nord, pour le canton du Cateau-Cambrésis.
Il meurt subitement à Paris le 27 septembre 1918.

### Mariage et descendance
Il épouse en 1895 Emma Krug (1873-1975), fille de Paul Krug (1842-1910) directeur de la maison de champagne Krug, et de Caroline Harlé. Dont trois enfants :
- Charles Seydoux (1896 - 1977), marié en 1920 avec Hermine Pierson (1901-1990), dont postérité ;
- Eric Seydoux (1906-2008), marié en 1937 avec Geneviève Meyer (1915-1957), dont postérité ;
- Michel-Albert Seydoux (1908-2001), marié en 1932 avec Françoise de Cazenove (1914-1991), dont postérité[2].

## Distinction
- Chevalier de la Légion d'honneur par arrêté du Ministre de la Guerre en date du 13 juillet 1918[3].